# Spilosoma nobilis
Spilosoma nobilis är en fjärilsart som beskrevs av Turner 1940. Spilosoma nobilis ingår i släktet Spilosoma och familjen björnspinnare. Inga underarter finns listade i Catalogue of Life.